# 이지마촌 (이바라키현)
이지마촌(飯島村)은 이바라키현 사시마군에 일찍이 존재했던 촌이다. 현재의 반도시 동부에 해당한다.

## 역사
- 1889년 4월 1일 - 정촌제 시행에 의해 사시마군 이지마촌이 성립하였다.
- 1955년 9월 15일 - 이와미정, 나나고촌, 나카가와촌, 가미오미촌, 유미타촌, 나나에촌, 나가스촌과 합병해 새로운 이와미정이 성립하여, 동일 이지마촌이 폐지되었다.